# Wilhelm Hellwag

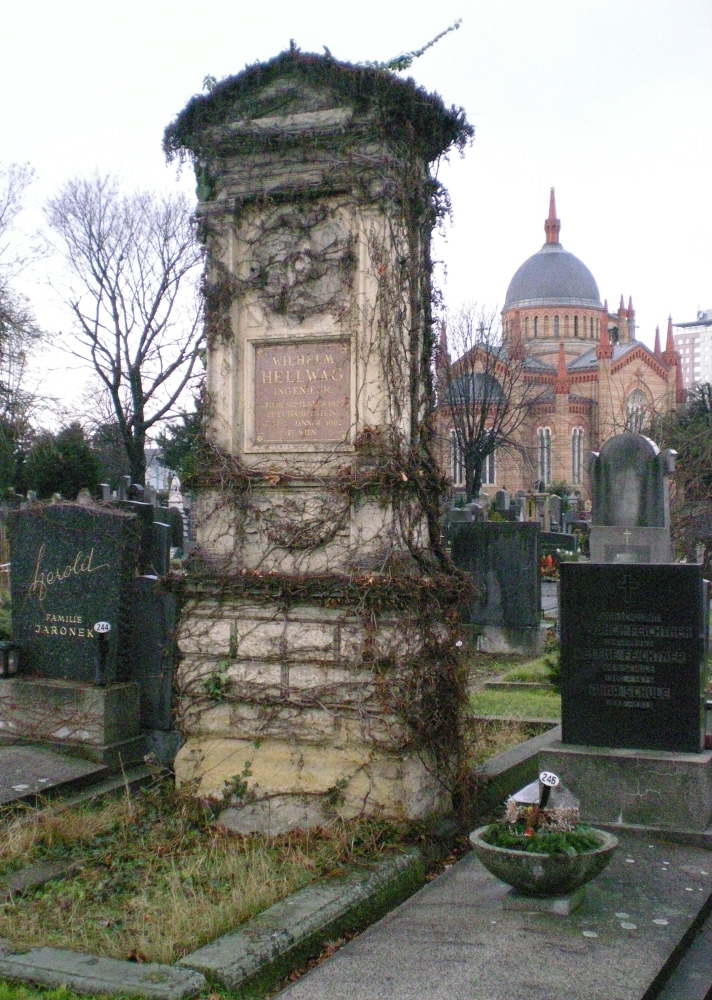
Sepultura de Wilhelm Hellwag

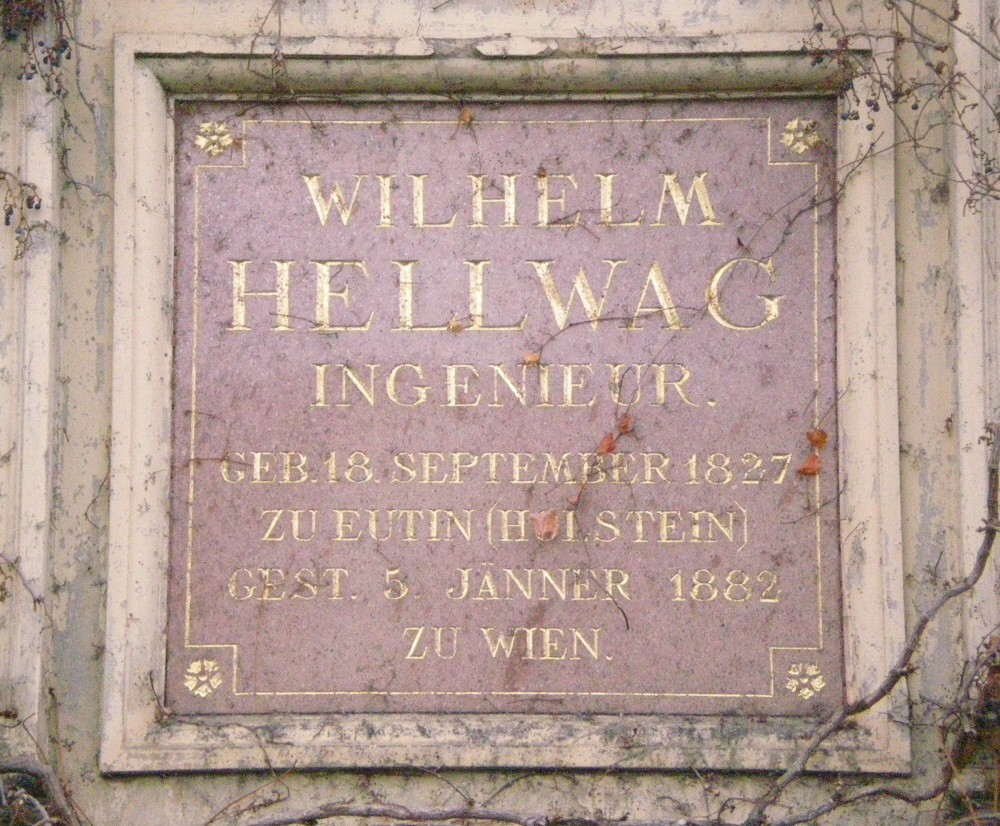
Sepultura de Wilhelm Hellwag – detalhe

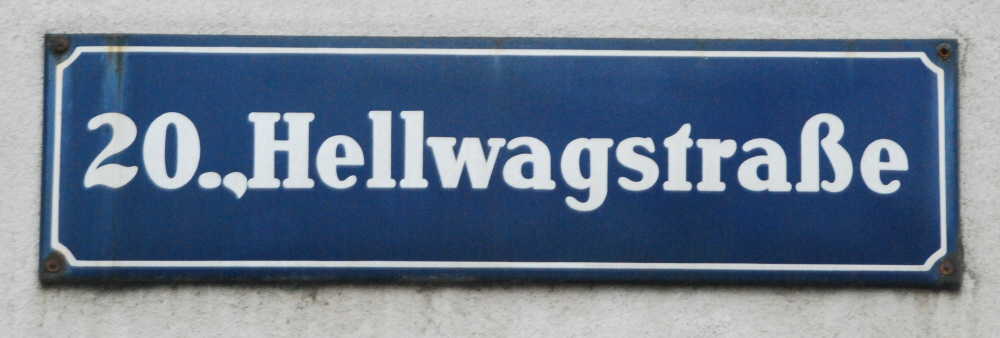
Hellwagstraße em Brigittenau, distrito de Viena

Wilhelm Hellwag (Conrad Wilhelm Hellwag também Konrad Wilhelm Hellwag e Wilhelm Konrad Hellwag; Eutin, 18 de setembro de 1827 – Viena, 5 de janeiro de 1882) foi um engenheiro ferroviário alemão.

## Biografia
Filho de Ernst Ludwig Hellwag (1790–1862) e sua mulher Maria Amalia Anna neé Wibel (1798–1833) e neto de Christoph Friedrich Hellwag (1754–1835). Com 19 anos de idade ajudou no levantamento de obras para a construção da linha ferroviária Kiel-Lübeck e ingressou no corpo combatente do general Ludwig von der Tann-Rathsamhausen na Primeira Guerra do Schleswig no final de março de 1848, caindo em cativeiro dinamarquês após o combate em Bov.
Em setembro voltou para Eutin, onde passou no exame Abitur em 24 de setembro de 1848, após o qual começou a estudar física na Universidade de Kiel. Em 16 de março de 1849 ingressou no Corpo Pioneiro do Exército de Schleswig-Holstein e participou das batalhas de 1850. Após a dissolução do exército em 1 de abril de 1851 Hellwag deixou Schleswig-Holstein para retomar seus estudos em Munique.
Em 1853 Wilhelm Hellwag mudou-se para Basileia, onde ingressou no serviço da Schweizerische Centralbahn como engenheiro. No mesmo ano, em 23 de agosto de 1853, casou com sua prima Meta Hellwag, também nascida em Eutin.
Em 1868 Wilhelm Hellwag mudou-se de Innsbruck para Vienna-Hietzing, onde permaneceu até 1875. Em seguida foi para Zurique. Em 1879 voltou para Viena.
No verão de 1881 teve de ser removido um seu olho cego por um acidente durante sua infância. Depois de uma estadia de cura em Karlsbad, fez uma viagem à Rússia, para preparar a construção de uma linha ferroviária. Nessa jornada, porém, ele adoeceu e, ao retornar a Viena, morreu na noite de 4 de janeiro de 1882, devido a uma doença renal. Foi sepultado no Cemitério Protestante de Matzleinsdorf (sepultura 4-425) em Viena.